# Stegana tarsalis
Stegana tarsalis är en tvåvingeart som beskrevs av Samuel Wendell Williston  1896. Stegana tarsalis ingår i släktet Stegana och familjen daggflugor. Inga underarter finns listade i Catalogue of Life.